# William Camden

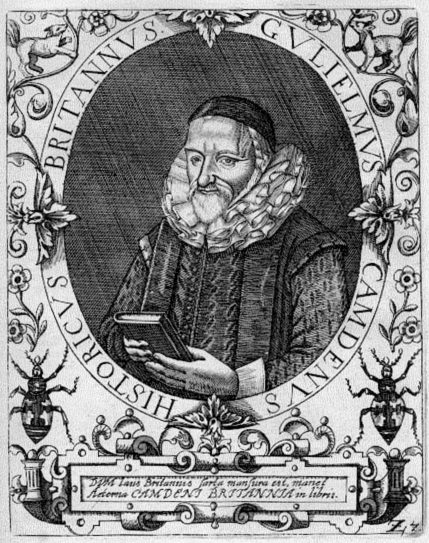

William Camden (London, 1551. május 2. – Chislehurst, 1623. november 9.) angol történész, heraldikus.

## Élete
Apja, Sampson Camden, a Company of Painter-Stainers festőcéh tagja volt. 1566-ban az oxfordi egyetem Magdalen Collegea, Broadgates Hall, végül Christ Church nevű kollégiumainak a hallgatója volt. Ez utóbbin ismerkedett meg Sir Philip Sidney-vel, aki bátorította történészi törekvéseit. 1571-ben tért vissza Londonba tanulmányai befejezése nélkül. 1575-ben a westminsteri iskola tanára lett, ami lehetővé tette számára, hogy a nyári szünetek alatt sokat utazzon az országban és történeti kutatásokat végezzen. 1593-tól négy évig az iskola igazgatója volt, majd Clarenceux címerkirálya lett. Ekkor már közismert személyiség volt. A tisztséggel fel akarták szabadítani a tanítás kötelezettségei alól, hogy idejét a kutatásnak szentelhesse. A College of Arms az ő idjében a heraldikai és genealógiai kutatások mellett a történetkutatás egyik központja is volt. Kinevezése kiváltotta Ralph Brooke herold rosszallását, aki Camdent – a Britanniát támadva – pontatlansággal és plágiummal vádolta. Camden, valamint Fulke Greville, Sir Edward Hoby, Baron Burghley és Erzsébet királynő a címertani reform híve volt, ami elősegítette címerkirályi kinevezését.
1609-ben Chislehurstben, Kentben telepedett le. Gyakran betegeskedett, de tovább folytatta a munkát. 1622-ben Oxfordban megalapította a világ első történetkutatói lektori intézetét, mely ma is működik Camden Chair in Ancient History néven. Ugyanebben az évben szélütés érte, és a következő évben meghalt. A Westminster-apátságban temették el.
Ő írta az első földrajzi művet a Brit szigetekről és I. Erzsébet uralkodásáról. 1577-ben, Abraham Ortelius bátorítására kezdte írni Britannia című földrajzi és történeti művét latinul. Első kiadása 1586-ban jelent meg, melyet 1607-ig hét további követett. Első angol nyelvű kiadása Philemon Holland által (valószínűleg Camden felügyelete alatt) 1610-ben jelent meg. Igyekezett mindenhova személyesen ellátogatni, az eredeti dokumentumokat tanulmányozni, hogy a saját szemével lássa azokat és vonja le belőlük a megfelelő következtetéseket.
1597-ben Lord Burghley felvetette, hogy írja meg Erzsébet királynő uralkodásának történetét. Ezért szabad hozzáférést biztosított számára a saját és számos állami levéltárba. A munkát 1607-ben kezdte és a királynő uralkodásának történetét műve első részében 1597-ig dolgozta fel. Könyve 1615-ben jelent meg Annales Rerum Gestarum Angliae et Hiberniae Regnate Elizabetha  címmel. A második részt 1617-ben fejezte be, de csak halála után 1625-ben, Leidenben adták ki, majd ezt az 1627-es londoni kiadás követte.
További művei közé tartozik egy görög szótár, a Britannia számára gyűjtött anyag Remaines of a Greater Worke, Concerning Britaine (1605) címmel, melyet ott nem használt fel, a puskaporos merénylők (gunpowder plotters) perének hivatalos beszámolója és a Westminster-apátság sírköveinek leírása.
Heraldikai vonatkozású művei a Discourse of Orders in Britain [Britannia című művében, 1594], valamint a The Discoverie of certain Errors in the 'Britannia' 1594-es kiadása. Ezek forrásként szolgáltak John Guillim számára is.